# 발허리발가락관절
발허리발가락관절(metatarsophalangeal joint, MTP joint, 중족지관절, 중족지절관절)은 발의 중족골과 발가락의 근위골(근위지골) 사이의 관절이다. 이들은 손의 주먹결절 관절과 유사하며, 따라서 일반적인 언어에서는 발가락 주먹결절(toe knuckle)이라고 한다. 이들은 융기 관절로, 타원형 또는 둥근 표면(중족골)이 얕은 공동(근위 지골)에 가까워진다는 것을 의미한다. 관절 바로 아래의 피부 영역은 발의 볼을 형성한다.
인대는 발바닥 인대와 두 개의 측부 인대이다.

## 움직임
중족지절관절에서 허용되는 움직임은 굽힘(flexion), 폄(extension), 벌림, 모음 및 휘돌림(circumduction)이다.

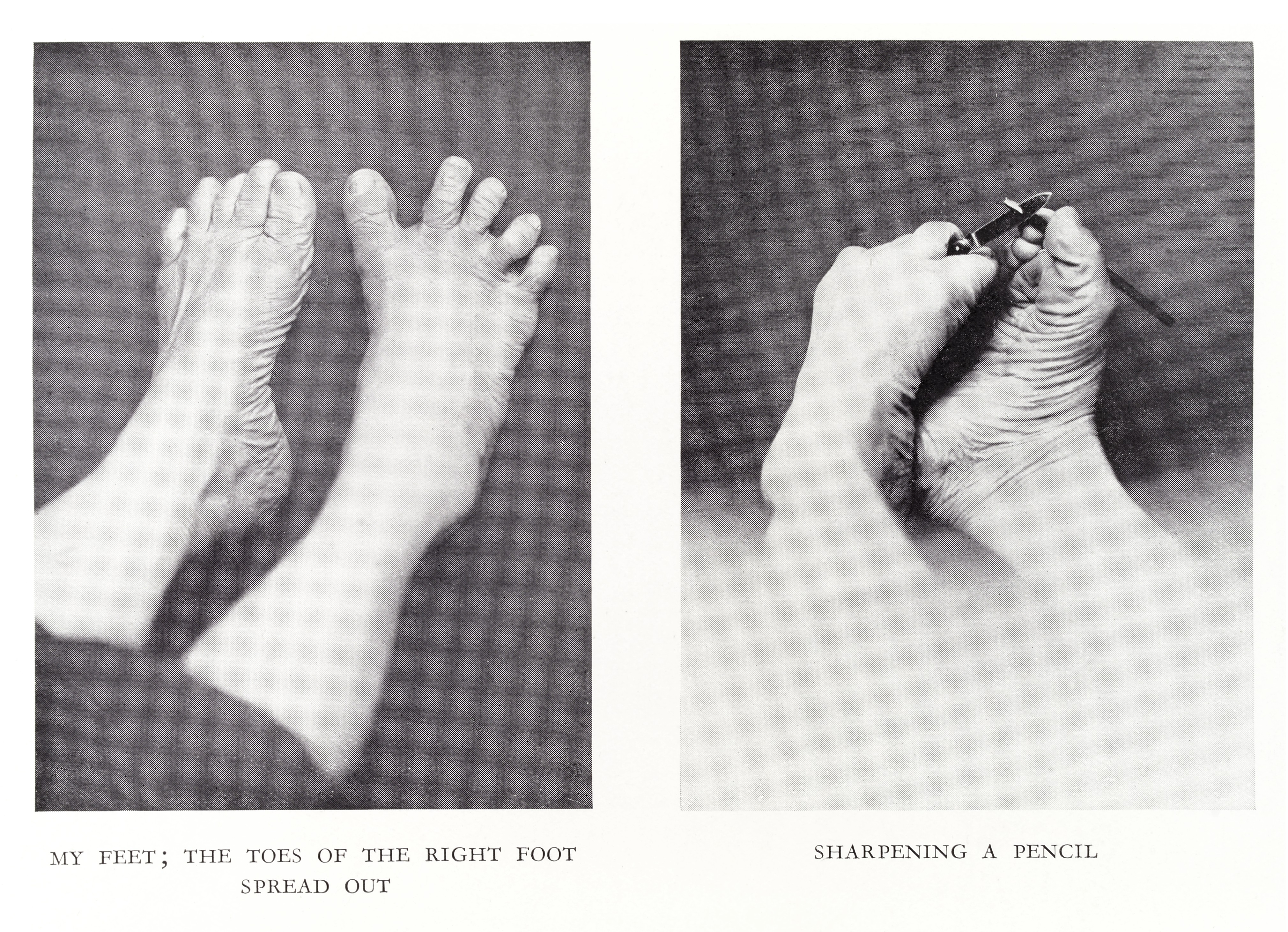
Left: toes adducted (pulled towards the center) and spread (abducted); right, both feet clenched (plantar flexed)
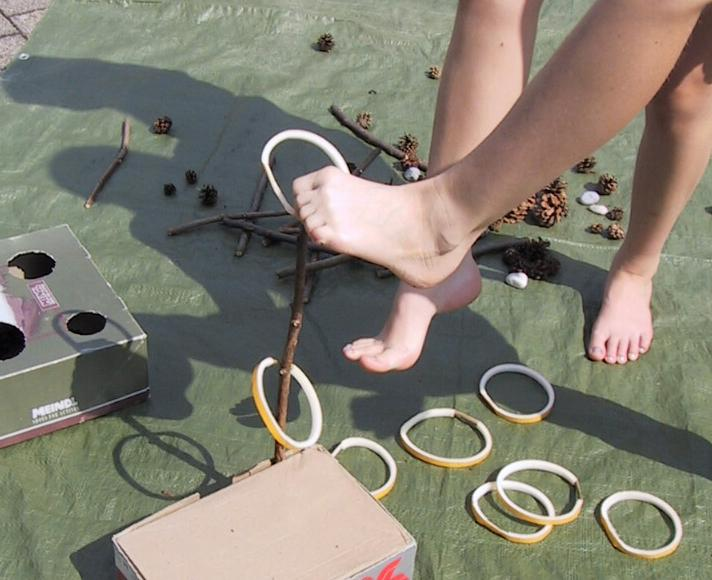
The upper foot is clenching (plantarflexing) at the MTP joints and at the joints of the toes; the central foot is lifting the toes (dorsiflexing) at the MTP joints; and the foot flat on the ground off to the side is in a neutral position.
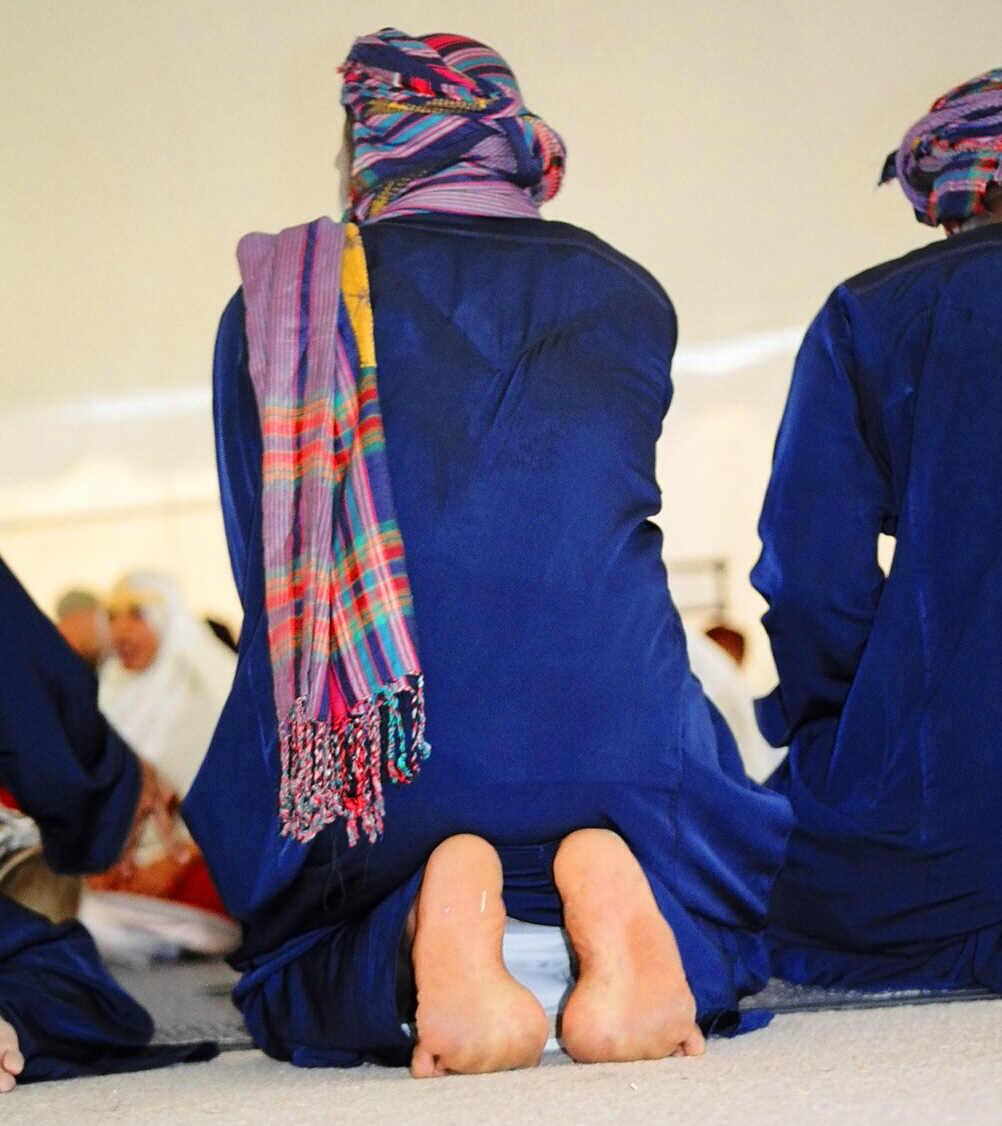
Kneeling with the MTP joints dorsiflexed (except the MTP joint of the little toe)
- Measuring the dorsiflexion of the MTP joints

## 같이 보기
- 주먹결절

## 참고 문헌
이 문서는 현재 퍼블릭 도메인에 속하는 그레이 해부학 제20판(1918) page 359의 내용을 기초로 작성된 글이 포함되어 있습니다.